# Guillermo Helbling
Guillermo Helbling (Chaco, Argentina; 1930 - Cuernavaca, Morelos, México; 2002) fue un modelo, investigador de arte popular, escritor y actor argentino- mexicano de cine, teatro, televisión y fotonovelas.

## Carrera
Nacido en la provincia del Chaco, Argentina se graduó como diseñador de objetos, hizo una maestría en Teatro, hizo estudios en psicología y un posgrado en textilería industrial.
Se inició en la fotonovela en la que compartió escenas con actrices como Violeta Ranieri en la Revista Idilio; seguidamente lo llamaron para hacer cine, donde acompañó a Libertad Leblanc en La culpa, en 1969, bajo la dirección de Kurt Land y en  Humo de marihuana, en 1968, con dirección de Lucas Demare.
En teatro, intervino generalmente en obras dirigidas por Cecilio Madanes, como Una viuda difícil, de Conrado Nalé Roxlo, integrando el elenco junto a Aída y Jorge Luz, Osvaldo Terranova y Ricardo Bauleo; Il Corvo, de Carlo Gozzi, con nuevamente con los Luz, Zelmar Gueñol, Adolfo García Grau y Tino Pascali; Las de Barranco, de Gregorio de Laferrère, con Graciela Araujo, Hilda Bernard, Gloria Ferrandiz y Rogelio Romano y Los millones de Orofino, de Eugéne Labiche, con Juan Carlos Altavista, Diana Maggi y Ulises Dumont. Compartió escenario con primerísimas figuras de la escena nacional como Elita Aizemberg, Sergio Corona, Osvaldo Terranova, José María Langlais y Norman Briski.
En televisión actuó en ciclos como Alta comedia y Rolando Rivas, taxista, de Alberto Migré e intervino en innumerables telenovelas, siempre en calidad de actor de reparto.
Aunque en 1968 ya comenzó a hacer joyería en México, fue a comienzos del '74 cuando se nacionalizó y trabajó como investigador de la cultura mexicana. Sus investigaciones y exposiciones nacionales y extranjeras le dieron el reconocimiento internacional en el ámbito cultural. En ese año , el IMCE lo invitó a crear la joyería para el catálogo de Prêt à porter  en la exposición de Gargantilla con tres lunas de nácar. Su colección privada alberga más de 500 piezas artesanales provenientes de toda la República Mexicana. Asimismo, escribió varios libros, entre ellos, Materiales de la Joyería Mexicana y Morelos Hecho a Mano. Falleció debido a una enfermedad crónica que lo aquejaba el 12 de noviembre de 2002 en su casa en Cuernavaca, ubicada en el estado de Morelos.

## Filmografía
- 1969: La culpa.
- 1968: Humo de marihuana.

## Televisión
- 1972/1973: Rolando Rivas, taxista.
- 1971/1972: Alta comedia, episodios como La dama del perrito.
- 1970/1971: El teleteatro de Alberto Migré.
- 1960: Música y fantasía.

## Teatro
- Una viuda difícil.
- Il Corvo.
- Las de Barranco'
- Los millones de Orofino
- El baile de las sirvientas
- Correveydale.

## Libros
- Materiales de la Joyería Mexicana.
- Morelos Hecho a Mano.